# A Tempestade

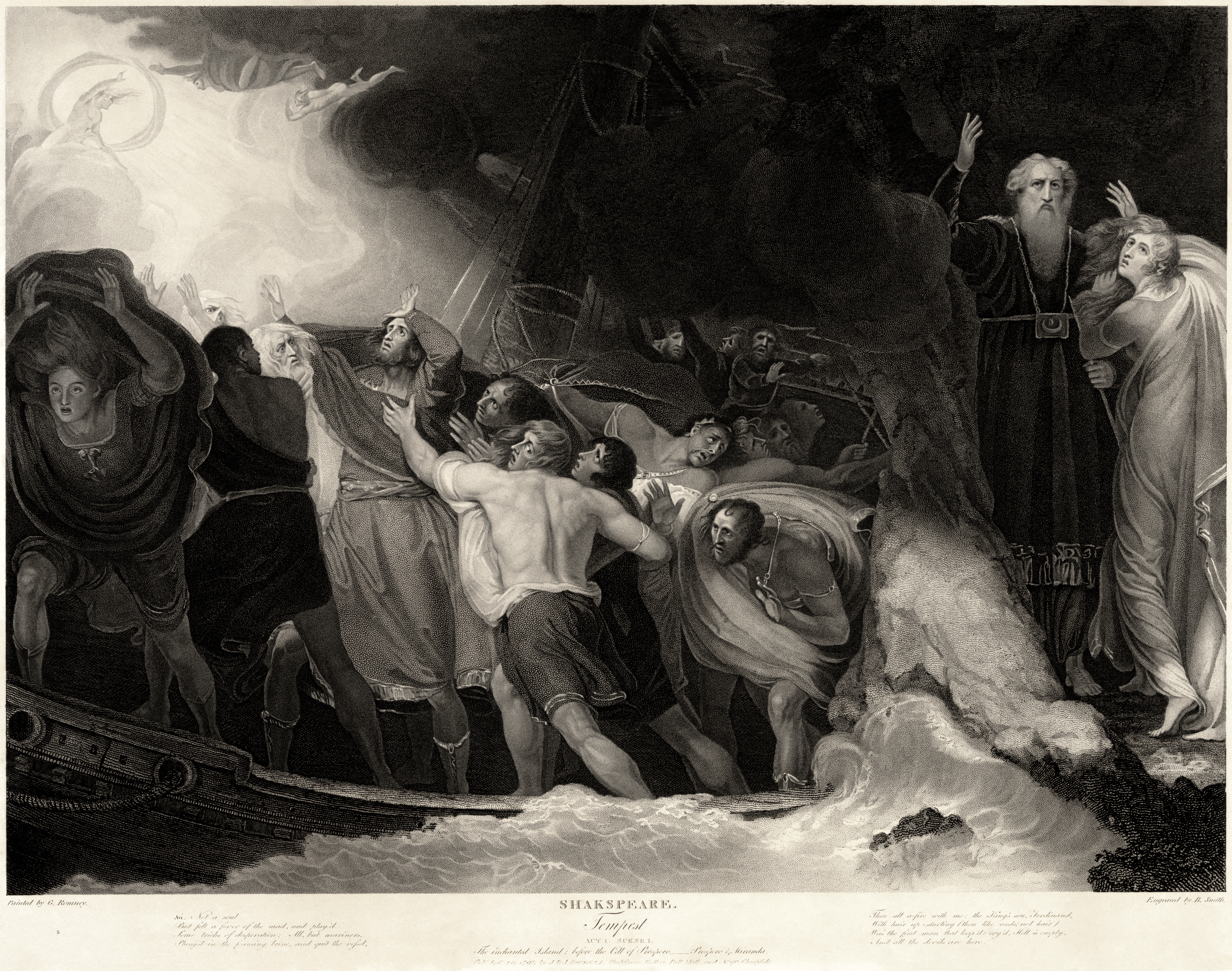
O naufrágio da primeira cena do primeiro ato da peça, numa gravura de 1797 baseada numa pintura de George Romney.

A Tempestade (The Tempest no original) é uma peça teatral do dramaturgo inglês William Shakespeare, que acredita-se ter sido escrita entre 1610 e 1611, e tida por muitos críticos como a última peça escrita pelo autor. A obra passa-se numa ilha remota, onde Próspero, duque de Milão por direito, planeja restaurar a sua filha, Miranda ao poder utilizando-se de ilusão e manipulação. Próspero então invoca a epônima tempestade, visando assim atrair seu irmão Antônio, que lhe usurpou a posição de duque, e seu cúmplice, o rei Alonso de Nápoles, para a ilha. Lá, suas maquinações acabam por revelar a natureza vil de Antônio, provocando a redenção do rei, e o casamento de Miranda com o filho de Alonso, Ferdinando.

## Histórico

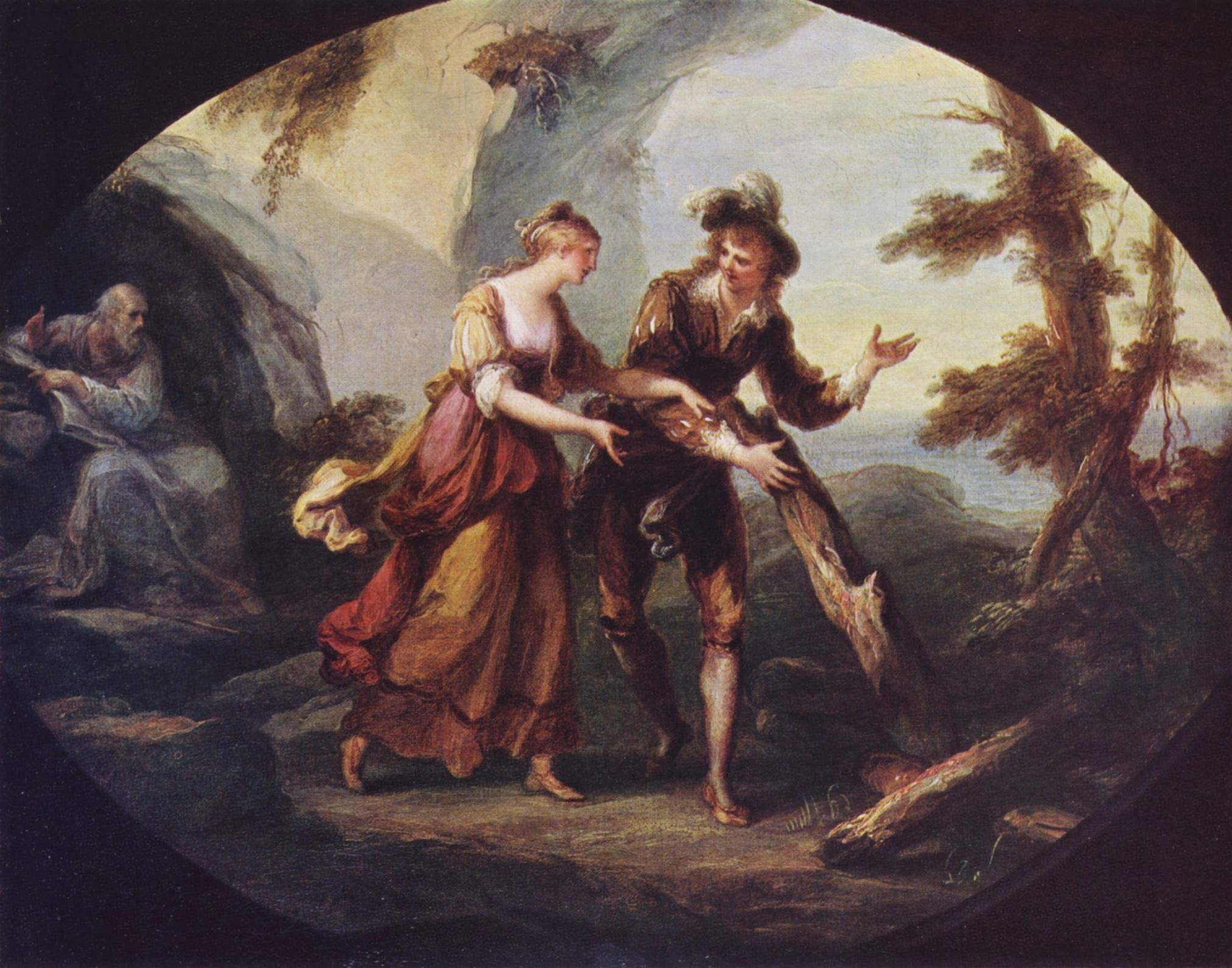
Miranda e Ferdinando, Angelica Kauffmann, 1782.

Não existe uma fonte única óbvia para a trama da peça, porém os estudiosos viram nela paralelos com o Naufragium de Erasmo de Roterdã, De orbe novo, de Peter Martyr, e um relato testemunhal de William Strachey do naufrágio do navio Sea Venture nas ilhas Bermudas. Além disso, uma das falas de Gonçalo foi derivada de um dos ensaios de Montaigne, Sobre os Canibais, e boa parte do discurso de renúncia de Próspero é uma citação literal de uma fala de Medeia no poema Metamorfoses, do autor romano Ovídio. A máscara do quarto ato pode ter sido uma adição posterior ao texto, possivelmente em homenagem ao casamento da princesa Isabel da Boêmia com Frederico V, em 1613. A peça foi publicada pela primeira vez no First Folio, em 1623.
Sua história se baseia fortemente na tradição do romance, e foi influenciada pela tragicomédia, pela mascarada das cortes e, talvez, pela commedia dell'arte. Sua diferença das outras peças de Shakespeare está na maneira com que segue um estilo neoclássico mais rígido e organizado. Alguns críticos vêem na obra uma preocupação explícita em sua própria natureza enquanto peça, frequentemente traçando linhas entre a "arte" de Próspero e as ilusões teatrais, e os críticos mais antigos viam até mesmo Próspero como uma representação do próprio Shakespeare, e sua renúncia da magia como que indicando uma espécie de adeus do dramaturgo aos palcos. A peça mostra Próspero como um mágico racional, e não ocultista, apresentando um contraste a ele no personagem da bruxa Sicorax, cuja magia frequentemente é descrita como destrutiva e terrível, enquanto a de Próspero é maravilhosa e bela. A partir dos arredores de 1950, com a publicação de Psicologia da Colonização, de Octave Mannoni, A Tempestade passou a ser vista cada vez mais através da lente da teoria pós-colonial - exemplificada em adaptações como Une Tempête, de Aimé Césaire, que se passa no Haiti; existe até mesmo um jornal acadêmico sobre a crítica pós-colonial que recebeu o nome de um dos personagens da peça, Calibán. Talvez devido ao papel reduzido que as mulheres desempenham na trama, A Tempestade não atraiu a análise de muitas críticas femininas; a personagem Miranda costuma ser vista tipicamente como alguém que internalizou a ordem patriarcal das coisas, vendo a si mesma como sendo subordinada a seu pai.
A peça não atraiu uma quantidade significativa de atenção antes do fechamento dos teatros, 1642, e só conquistou popularidade após a Restauração Inglesa - e ainda assim apenas em versões adaptadas. Em meados do século XIX as produções teatrais começaram a reencenar o texto original shakespeariano, e, no século XX, críticos e acadêmicos deram início a uma importante reavaliação do valor da peça, a ponto de hoje em dia ela ser considerada uma das principais obras de Shakespeare. Foi adaptada diversas vezes, em diversos estilos e formatos; na música, pelo menos 46 óperas, por compositores como Fromental Halévy, Zdeněk Fibich e Thomas Adès; obras orquestrais de Tchaikovsky, Arthur Sullivan e Arthur Honegger; e canções de diversos artistas, como Ralph Vaughan Williams, Michael Nyman e Pete Seeger; na literatura, o poema With a Guitar, To Jane, de Percy Bysshe Shelley, e The Sea and the Mirror, de W. H. Auden; romances, como o já supracitado de Aimé Césaire e The Diviners, de Margaret Laurence; na pintura, por William Hogarth, Henry Fuseli e John Everett Millais; e no cinema, desde uma versão colorida a mão de uma encenação teatral de 1905 Herbert Beerbohm Tree, passando pela ficção científica Forbidden Planet, de 1956, até o filme Prospero's Books, dirigido por Peter Greenaway em 1991, com John Gielgud no papel de Próspero; Em 2013 a obra shakespeariana recebeu uma versão adaptada no Japão, na ilustração de 	Kyō Shirodaira , e Animação de Mari Okada  dirigida por Masahiro Ando , ambos de nome Zetsuen no Tempest.

## Personagens
Nobres: • Alonso: Rei de Nápoles • Sebastião; Irmão de Alonso • Próspero: Legitimo Duque de Milão • Antônio: Seu irmão, duque usurpador de Milão • Ferdinando: Filho do Rei de Nápoles • Gonzalo: Velho e honesto conselheiro do Rei • Miranda: Filha de Próspero
Civis: • Adriano: Nobre da corte de Nápoles • Calibã: Escravo selvagem e disforme de Próspero • Trínculo: Bufão, Bobo da Corte, Palhaço da corte de Nápoles • Estefano: Despenseiro bêbado (responsável pela administração da comida e bebida da corte) • Francisco: Nobre da corte de Nápoles
Espíritos: • Ariel: Espírito do ar, assim como todos os outros, está a serviço de Próspero • Juno: Esposa de Júpiter, rainha dos deuses, deusa da fertilidade • Íris: Serva de Juno, mensageira dos deuses e na mitologia, a responsável pelos arco-íris. • Ceres: Irmã de Juno, deusa das plantas (particularmente dos grãos) e do amor maternal • Ninfas: Espíritos da Natureza • Segadores: ceifadores
A tempestade é uma história de vingança, é uma história de amor, é uma história de conspirações oportunistas, e é uma história que contrapõe a figura disforme, selvagem, pesada dos instintos animais que habitam o homem à figura etérea, incorpórea, espiritualizada de altas aspirações humanas, como o desejo de liberdade e a lealdade grata e servil.
Uma Ilha é habitada por Próspero, Duque de Milão, mago de amplos poderes, e sua filha Miranda, que para lá foram levados à força, num ato de traição política. Próspero tem a seu serviço Calibã, um escravo em terra, homem adulto e disforme, e Ariel, o espírito servil e assexuado que pode se metamorfosear em ar, água ou fogo.
Os poderes eruditos e mágicos de Próspero e Ariel combinam-se e, depois de criar um naufrágio, Próspero coloca na Ilha seus desafetos (no intuito de levá-los à insanidade mental) e um príncipe, noivo em potencial para sua filha. Se o amor acontece entre os dois jovens, a vingança de Próspero é bem-sucedida, se Calibã modifica-se quando conhece os poderes inebriantes do vinho numa cena cômica com outros dois bêbados, tudo isso Shakespeare nos revela no enredo desta que por muitos é considerada sua obra-prima – uma história de dor e reconciliação.
"We are such stuff as dreams are made on." ("Somos da mesma substância que os sonhos.")